# Kisewska Struga
Kisewska Struga – rzeka Pobrzeża Bałtyckiego, posiadająca swoje źródła na północ od miejscowości Tawęcino na Wysoczyźnie Żarnowieckiej. Struga przepływa przez obszar gminy Nowa Wieś Lęborska, gminy Łęczyce oraz przez miejscowości Tawęcino, Kisewo, Kębłowo Nowowiejskie, Nową Wieś Lęborską i uchodzi do Łeby.
Pierwotnie Kisewska Struga miała nazwy: powyżej Kisewa "Muhlbach", poniżej Kisewa "Kussower". W 1948 roku została wprowadzona nazwa Kisewska Struga i rozciągnięta na cały jej bieg.
Powierzchnia zlewni wynosi 136 km². Obecnie można spotkać się z drugą nazwą Kisewskiej Strugi – Kisewa. Nazwa Kisewa stosowana jest ze względu na wielkość dorzecza i zlewni kategoryzującą Kisewską Strugę do miana rzeki.